# Osorezan

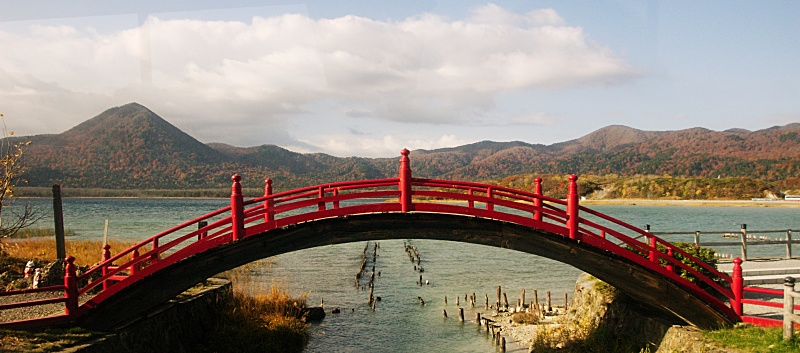
Bron över Sanzu-floden vid Osorezan. Endast de som gjort många goda gärningar i livet får passera floden över bron.

Osorezan (恐山) är en 879 meter hög vulkan mitt på Shimokitahalvön i Aomori prefektur i Japan. Den ligger i Shimokita Hanto Quasi National Park. Berget har länge ansetts vara en av Japans heligaste platser.
Namnet betyder "Fruktans berg" och enligt den japanska mytologin är Osorezan ingången till dödsriket. En liten å som rinner ut i Usorisjön sägs vara "Sanzu-floden", den japanska motsvarigheten till floden Styx som själarna måste ta sig över på väg till underjorden. Myten är inte så konstig med tanke på att området är vulkaniskt aktivt och har bubblande källor, ånga som pyser ut ur hål i marken och luktar av svavel.
Templet Bodai-ji organiserar områdets främsta evenemang, Itako Taisai-festivalen som hålls två gånger om året. Den största festivalen hålls i fem dagar och börjar den 20 juli. Den andra festivalen hålls i oktober.
Blinda medier, så kallade itako, åkallar de dödas själar och för vidare meddelanden genom sina röster. Ritualen kallas kuchiyose (口寄せ).